# Deficiência de ferro
Deficiência de ferro (sideropenia ou hipoferremia) é a deficiência nutricional mais comum no mundo. O ferro está presente em todas as células do corpo humano e é responsável por diversas funções vitais, como o transporte de oxigénio dos pulmões para os tecidos (enquanto componente essencial da proteína hemoglobina), o transporte de eletrões no interior das células na forma de citocromas, e a facilitação do uso e armazenagem de oxigénio nos músculos (enquanto componente da mioglobina). Também é parte essencial de reações enzimáticas em vários tecidos. A insuficiência de ferro pode interferir com estas funções vitais e causar morbidade e morte.
Em média, a quantidade total de ferro no corpo é de 3,8 g em homens e 2,3 g em mulheres. No plasma, o ferro é transportado intimamente ligado à proteína transferrina. Existem vários mecanismos que controlam o metabolismo do ferro no corpo e que o protegem contra a deficiência de ferro. O principal mecanismo regulatório situa-se no trato gastrointestinal. Quando a perda de ferro não é suficientemente compensada pela ingestão de ferro a partir da dieta, vai-se desenvolvendo ao longo do tempo um estado de deficiência de ferro ("deficiência de ferro latente").
Se este estado não for tratado, acaba por resultar em anemia por deficiência de ferro, um tipo comum de anemia. A anemia é caracterizada por níveis anormais de glóbulos vermelhos (eritrócitos) ou hemoglobina no sangue. A anemia por deficiência de ferro ocorre quando o corpo não tem quantidade suficiente de ferro, o que provoca a diminuição da produção de hemoglobina. Como a hemoglobina é a proteína que se liga ao oxigénio, o fornecimento de sangue oxigenado aos tecidos fica diminuída. As crianças, as mulheres em idade fértil e as pessoas com uma dieta inadequada são os grupos mais suscetíveis à doença. A maior parte dos casos de anemia por deficiência de ferro são pouco graves, mas se não forem tratados podem causar ritmo cardíaco irregular, complicações durante a gravidez e atraso no crescimento em crianças.